# Friedrich Kasimir Kitz
Friedrich Kasimir Kitz (* 1764 in Brilon; † 1834) war ein deutscher Mediziner und Naturwissenschaftler.
Kitz studierte in Göttingen Medizin und promovierte dort 1787. Er unternahm 1788 eine wissenschaftliche Exkursion nach Wien. Bei dieser Gelegenheit lernte er den Wiener Astronomen Maximilian Hell kennen. Nach seiner Rückkehr nach Brilon wurde er am 22. Juli 1789 zum praktischen Arzt ernannt, ab dem 6. November 1790 war er Hofmedikus des Fürsten zu Waldeck und Pyrmont in Arolsen und kehrte anschließend nach Brilon zurück. Am 1. Februar 1792 wurde er Ehrenmitglied der Physikalischen Privat-Gesellschaft zu Göttingen von 1789.
Kitz war Besitzer des Briloner Hauses Sauvigny, das von seinem Vater, dem Baumeister Johann Matthias Kitz, erbaut worden war. Er hinterließ zwei Töchter.

## Werke
- Dissertatio inauguralis physico-medica, sistens electricitatis in medicina usum et abusum[3]. 1787.
- Rachitische Krankengeschichte[4]. In Hufelands vollständige Darstellung der medizinischen Kräfte und des Gebrauchs der salzsauren Schwererde. Rottmann, Berlin 1794.
- Beschreibung eines unlängst in Westfalen entdeckten Silbererzes.
- Beobachtungen über einen Eisendrath, durch den der Blitz gefahren.
- Ueber den Blitz und dessen besondere Würkungen.
- Ueber das Riegelsdorfer Flötzgebirge in Churhessen, mit Abdrücken von Fischen.
- Ueber den unweit Warburg liegenden Diesenberg in historischer und physischer Hinsicht.
- Collectio fossilium rariorum mit erläuternden Bemerkungen.